# 吉田鈴
吉田 鈴（よしだ りん、2004年2月21日 - ）は、千葉県市川市出身の女性プロゴルファー。JLPGA97期生。大東建託所属。ダイヤモンド世代。姉はプロゴルファーの吉田優利。

## 来歴
姉・吉田優利の影響で6歳からゴルフを始める。
千葉黎明高等学校卒業　日本ウェルネススポーツ大学在学。
2024年に4度目の挑戦でプロテストに合格。
2025年QTランキング36位。

## 人物
父は東京都内で居酒屋を経営しており、2025年2月には一日店長を務めた。
2025年1月20日、姉の優利とともに三井住友銀行（SMBC）とのスポンサー契約を結んだ。

## プロフィール
- 出身：千葉県市川市。
- 家族：父・母・姉・弟の5人。
- 所属：大東建託
- スポンサー：三井住友銀行 、WILKINSON（アサヒ飲料）、ソフトバンク[5]
- 用具：キャロウェイゴルフ
- ウェア：PEARLY GATES（2025年〜）[6]

## トーナメント成績
アマチュア時代
- 2021年　日本女子アマチュア選手権 - 4位
- 2022年　オーガスタアマ - 20位
- 2024年　KKT杯バンテリンレディス - 10位　※ローアマ
- 2024年　ブリヂストンレディス　※ローアマ
- 2024年　オーガスタアマ - 14位

プロ転向後
- 2025年　ダイキンオーキッドレディース　15位T